# Trubietczino (obwód saratowski)
Trubietczino (ros. Трубетчино) – wieś (sieło) w Rosji, w obwodzie saratowskim, w rejonie turkowskim. W 2010 liczyła 533 mieszkańców.